# Estação San Antonio Abad
A Estação San Antonio Abad é uma das estações do Metrô da Cidade do México, situada na Cidade do México, entre a Estação Pino Suárez e a Estação Chabacano. Administrada pelo Sistema de Transporte Colectivo, faz parte da Linha 2.
Foi inaugurada em 1º de agosto de 1970. Localiza-se no cruzamento da Avenida San Antonio Abad com a Rua Manuel M. Flores. Atende os bairros Obrera e Tránsito, situados na demarcação territorial de Cuauhtémoc. A estação registrou um movimento de 8.866.883 passageiros em 2016.